# Тайфунники-бульверии
Тайфунники-бульверии (лат. Bulweria) — род морских птиц из семейства буревестниковых (Procellariidae). Назван в честь английского натуралиста Джеймса Бульвера (англ. James Bulwer).

## Систематика
Ранее представителей рода относили к Pterodroma. Однако затем исследования ДНК показали большую близость к роду Puffinus и особенно к Procellaria.

### Классификация
В настоящее время род включает три вида птиц: 
- Bulweria bulwerii
- Bulweria fallax
- Bulweria bifax, который являлся эндемиком Острова Святой Елены в Атлантике, вымер в начале XVI века. Он известен только по скелетированным останкам.